# Pro-enzym
Een pro-enzym of zymogeen is een chemisch niet-actief eiwit, een proteïne-precursor van een enzym, dat via enkele reacties in een actief enzym kan worden omgezet. Een enzym kan door dit mechanisme inactief gehouden worden tot het de plaats heeft bereikt waar het zijn werk moet doen. Hierdoor is de werking gerichter en treden er minder bijwerkingen op. Pro-enzymen spelen zo bij de spijsvertering een belangrijke rol. Daarnaast is een belangrijk voordeel van pro-enzymen, dat er een voorraadje van kan worden opgebouwd en zij snel geactiveerd kunnen worden wanneer dit nodig is. Voor deze activering is geen ATP nodig. 
Doordat het pro-enzym van een proteolytisch (eiwitsplitsend) enzym inactief is, wordt voorkómen dat het enzym het eigen weefsel aantast, dat zelf ook voor een groot deel uit eiwitten is opgebouwd. Een voorbeeld van ziekte als gevolg van activering van het pro-enzym in het producerende orgaan zelf is pancreatitis.